# Crocodictya acerba
Crocodictya acerba är en insektsart som beskrevs av Alexander Fyodorovich Emeljanov 2008. Crocodictya acerba ingår i släktet Crocodictya och familjen Dictyopharidae. Inga underarter finns listade i Catalogue of Life.